# Valeri Pereshkura
Valeri Pereshkura (em ucraniano: Валерій Перешкура) (20 de setembro de 1977) foi um ginasta ucraniano que competiu em provas de ginástica artística pela nação.
Pereshkura é o detentor de uma medalha olímpica, conquistada na edição de 2000, nos Jogos de Sydney. Na ocasião, foi o medalhista de prata da prova por equipes, após ser superado pelo time chinês de Yang Wei.